# クイーン (戦列艦・2代)
|          | |
| 艦歴     | |
| 発注:    | 1761年11月10日 |
| 建造:    | ウリッジ工廠 |
| 進水:    | 1769年9月18日 |
| 改装:    | 1780年代に98門艦 1811年74門艦 |
| その後:  | 1821年解体 |
| 性能諸元 | |
| 全長:    | 90門2等戦列艦 |
| 全長:    | 砲列甲板：177ft 6in (54.1m) |
| 全幅:    | 49ft 6in (15.1m) |
| 喫水:    | 21ft 9in (6.6m) |
| 機関:    | 帆走（3本マストシップ） |
| 兵装:    | 90門： 上砲列：12ポンド（5kg）砲30門 中砲列：18ポンド（8kg）砲30門 下砲列：32ポンド（15kg）砲28門 艦首楼：9ポンド（4kg）砲2門 98門（改装後）: 上砲列：12ポンド（5kg）砲30門 中砲列：18ポンド（8kg）砲30門 下砲列：32ポンド（15kg）砲28門 後甲板：12ポンド（5kg）砲8門 艦首楼：9ポンド（4kg）砲2門 |

クイーン(Queen)はイギリス海軍の90門2等戦列艦。3層甲板で、1769年9月18日に進水した。後に98門艦に改装されている。設計はウィリアム・ベイトリーで同型艦はない。

## 参加海戦
- 第1次ウェサン島の海戦
- 第2次ウェサン島の海戦
- 栄光の6月1日（第3次ウェサン島の海戦）
- グロワ島の海戦